# ヴィジャイ・イエースダース
ヴィジャイ・イエースダース（Vijay Yesudas、1979年3月23日 - ）は、インドのプレイバックシンガー、俳優。マラヤーラム語映画を中心にテルグ語映画、タミル語映画、カンナダ語映画、ヒンディー語映画で活動している。これまでにフィルムフェア賞 南インド映画部門、南インド国際映画賞、ケララ州映画賞を受賞しており、『マーリ』『Padaiveeran』では俳優として出演している。

## 生い立ち
K・J・イエースダースとプラバの次男として生まれた。ヴィジャイ・イエースダースには兄ヴィノードと弟ヴィシャールがおり、祖父オーガスティン・ジョゼフは音楽家・舞台俳優として活動していた。彼は9回生までマドラスで暮らした後にアメリカ合衆国に留学し、成長後はフロリダ国際大学に進学して音楽の学位を取得した。

## キャリア
1997年からカルナーティック音楽を学び始め、歌手となってからはユーヴァン・シャンカル・ラージャーが作曲した楽曲で人気を集めた。これまでのキャリアの中でV・ダクシナムールティ、イライヤラージャー、A・R・ラフマーン、ラヴィーンドラン、ハムサレーカー、デーヴァー、オウセッパチャン、ヴィディヤーサーガル、マニ・シャルマ、M・M・キーラヴァーニ、モーハン・シタラ、カールティク・ラージャー、M・ジャヤチャンドラン、サーベーシュ＝ムラリ、ハリス・ジャヤラージ、G・V・プラカーシュ・クマール、D・イマーン、シュリカーント・デーヴァ、ディーパク・デーヴとコラボレーションしている。
2000年にマラヤーラム語映画『Millennium Stars』でプレイバックシンガーとしてデビューし、2007年には『Nivedyam』の挿入曲「Kolakkuzhal Vili Ketto」でケララ州映画賞 男性プレイバックシンガー賞を受賞し、2010年には『Avan』で俳優デビューした。2012年には『Grandmaster』の「Akaleyo Nee」、『Spirit』の「Mazhakondu Mathram」の2曲で再びケララ州映画賞男性プレイバックシンガー賞を受賞し、2015年には『Premam』の「Malare」、『Kohinoor』の「Hemnathamen Kaikumbili」で人気を集め、このほかにタミル語映画『マーリ』では悪役を演じて批評家から高い評価を得ている。

## 私生活
2002年のバレンタインデーにドバイで開催された音楽コンサート会場で出会ったダルシャナと交際を始め、2007年にティルヴァナンタプラムで結婚式を挙げた。夫婦の間には娘アンメイヤと息子アヴィヤンがいる。

## 受賞歴

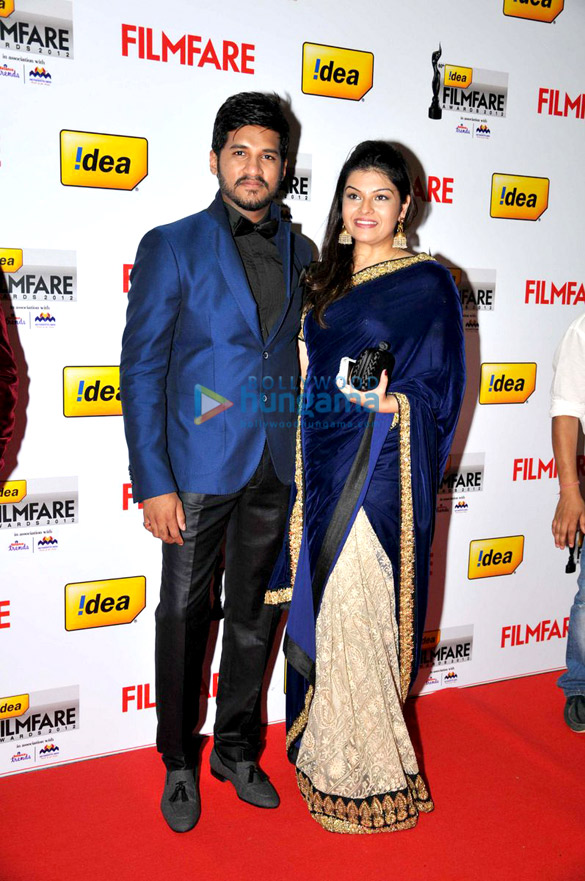
ヴィジャイ・イエースダース、ダルシャナ夫妻（2013年）

| 年                                | 部門                                             | 作品                                                   | 結果                              | 出典                              |
| フィルムフェア賞 南インド映画部門 | フィルムフェア賞 南インド映画部門                | フィルムフェア賞 南インド映画部門                      | フィルムフェア賞 南インド映画部門 | フィルムフェア賞 南インド映画部門 |
| --------------------------------- | ------------------------------------------------ | ------------------------------------------------------ | --------------------------------- | --------------------------------- |
| 2011年                            | マラヤーラム語映画部門男性プレイバックシンガー賞 | - 『Cocktail』 - 「Neeyam Thanal」                     | ノミネート                        |                                   |
| 2012年                            | マラヤーラム語映画部門男性プレイバックシンガー賞 | - 『Indian Rupee』 - 「Ee Puzhayum」                   | 受賞                              |                                   |
| 2013年                            | マラヤーラム語映画部門男性プレイバックシンガー賞 | - 『Spirit』 - 「Mazhakondu Mathram」                  | 受賞                              |                                   |
| 2013年                            | タミル語映画部門男性プレイバックシンガー賞       | - 『3』 - 「Nee Partha Vizigal」                       | ノミネート                        |                                   |
| 2014年                            | マラヤーラム語映画部門男性プレイバックシンガー賞 | - 『Memories』 - 「Thirayum Theeravum」                | 受賞                              |                                   |
| 2015年                            | マラヤーラム語映画部門男性プレイバックシンガー賞 | - 『バンガロールの日々』 - 「Thudakkam Mangalyam」     | ノミネート                        |                                   |
| 2016年                            | マラヤーラム語映画部門男性プレイバックシンガー賞 | - 『Premam』 - 「Malare」                              | 受賞                              | [ 8 ]                             |
| 2016年                            | マラヤーラム語映画部門男性プレイバックシンガー賞 | - 『Kohinoor』 - 「Hemanthamen」                       | ノミネート                        | [ 8 ]                             |
| 2018年                            | マラヤーラム語映画部門男性プレイバックシンガー賞 | - 『The Great Father』 - 「Kaiveesi neeyenne」         | ノミネート                        |                                   |
| 2019年                            | マラヤーラム語映画部門男性プレイバックシンガー賞 | - 『Joseph』 - 「Poomuthole」                          | 受賞                              |                                   |
| 2022年                            | マラヤーラム語映画部門男性プレイバックシンガー賞 | - 『Star』 - 「Poothalam Pularithalam」                | ノミネート                        |                                   |
| 2024年                            | マラヤーラム語映画部門男性プレイバックシンガー賞 | - 『Malayankunju』 - 「Cholappenne」                   | ノミネート                        | [ 9 ]                             |
| 2024年                            | マラヤーラム語映画部門男性プレイバックシンガー賞 | - 『Jawanum Mullapoovum』 - 「Onnu Thotte」            | ノミネート                        | [ 10 ] [ 11 ]                     |
| 2024年                            | タミル語映画部門男性プレイバックシンガー賞       | - 『Maamannan』 - 「Nenjame Nenjame」                  | ノミネート                        | [ 10 ] [ 11 ]                     |
| 南インド国際映画賞                |                                                  |                                                        |                                   |                                   |
| 2012年                            | マラヤーラム語映画部門男性プレイバックシンガー賞 | - 『Indian Rupee』 - 「Ee Pozhayum」                   | 受賞                              |                                   |
| 2013年                            | マラヤーラム語映画部門男性プレイバックシンガー賞 | - 『Spirit』 - 「Mazha Kondu」                         | 受賞                              |                                   |
| 2014年                            | マラヤーラム語映画部門男性プレイバックシンガー賞 | - 『Memories』 - 「Thirayum Theeravum」                | 受賞                              |                                   |
| 2016年                            | マラヤーラム語映画部門男性プレイバックシンガー賞 | - 『Premam』 - 「Malare」                              | 受賞                              |                                   |
| 2017年                            | タミル語映画部門男性プレイバックシンガー賞       | - 『Achcham Yenbadhu Madamaiyada』 - 「Avalum Naanum」 | ノミネート                        |                                   |
| 2017年                            | テルグ語映画部門男性プレイバックシンガー賞       | - 『Premam』 - 「Evare」                               | ノミネート                        |                                   |
| 2017年                            | マラヤーラム語映画部門男性プレイバックシンガー賞 | - 『マヘーシュの復讐』 - 「Mounangal」                 | ノミネート                        |                                   |
| 2018年                            | マラヤーラム語映画部門男性プレイバックシンガー賞 | - 『Oru Mexican Aparatha』 - 「Ivalaaro」              | ノミネート                        |                                   |
| 2019年                            | マラヤーラム語映画部門男性プレイバックシンガー賞 | - 『Joseph』 - 「Poomuthole」                          | 受賞                              |                                   |
| 2021年                            | マラヤーラム語映画部門男性プレイバックシンガー賞 | - 『Uyare』 - 「Nee Mukilo」                           | ノミネート                        |                                   |
| 2023年                            | マラヤーラム語映画部門男性プレイバックシンガー賞 | - 『Malayankunju』 - 「Cholappenne」                   | ノミネート                        |                                   |
| 2024年                            | タミル語映画部門男性プレイバックシンガー賞       | - 『Maamannan』 - 「Nenjame Nenjame」                  | ノミネート                        | [ 12 ]                            |
| IIFAウトサヴァム                  |                                                  |                                                        |                                   |                                   |
| 2016年                            | マラヤーラム語映画部門男性プレイバックシンガー賞 | - 『Premam』 - 「Malare」                              | 受賞                              |                                   |
| 2016年                            | マラヤーラム語映画部門男性プレイバックシンガー賞 | - 『Ennu Ninte Moideen』 - 「Kannondu Chollanu」       | ノミネート                        |                                   |
| 2016年                            | マラヤーラム語映画部門男性プレイバックシンガー賞 | - 『Kohinoor』 - 「Hemanthanen」                       | ノミネート                        |                                   |
| 2016年                            | マラヤーラム語映画部門男性プレイバックシンガー賞 | - 『100 Days of Love』 - 「Hridayathin Niramayi」      | ノミネート                        |                                   |
| 2017年                            | マラヤーラム語映画部門男性プレイバックシンガー賞 | - 『マヘーシュの復讐』 - 「Mounangal」                 | 受賞                              |                                   |
| 2024年                            | マラヤーラム語映画部門男性プレイバックシンガー賞 | - 『Valatty』 - 「Niramulloru」                        | ノミネート                        | [ 13 ]                            |
| 2024年                            | タミル語映画部門男性プレイバックシンガー賞       | - 『Maamannan』 - 「Nenjame Nenjame」                  | ノミネート                        | [ 13 ]                            |
| ケララ州映画賞                    |                                                  |                                                        |                                   |                                   |
| 2008年                            | 男性プレイバックシンガー賞                       | - 『Nivedyam』 - 「Kolakkuzhalvili Ketto」             | 受賞                              |                                   |
| 2013年                            | 男性プレイバックシンガー賞                       | - 『Grandmaster』 - 「Akaleyo Nee」                    | 受賞                              |                                   |
| 2013年                            | 男性プレイバックシンガー賞                       | - 『Spirit』 - 「Mazhakondu Mathram」                  | 受賞                              |                                   |
| 2019年                            | 男性プレイバックシンガー賞                       | - 『Joseph』 - 「Poomuthole」                          | 受賞                              |                                   |
| ナンディ賞                        |                                                  |                                                        |                                   |                                   |
| 2014年                            | 男性プレイバックシンガー賞                       | - 『Legend』 - 「Nee Kanti Choopullo」                 | 受賞                              | [ 14 ]                            |
| ケララ映画批評家協会賞            |                                                  |                                                        |                                   |                                   |
| 2011年                            | 新人男性アーティスト賞                           | 『Avan』                                               | 受賞                              |                                   |
| 2020年                            | 男性プレイバックシンガー賞                       | - 『Pathinettam Padi』 - 「Shyamaragam」               | 受賞                              |                                   |
| アジアヴィジョン賞                |                                                  |                                                        |                                   |                                   |
| 2011年                            | 男性歌手賞                                       | 『Indian rupee』                                       | 受賞                              |                                   |
| 2013年                            | 男性歌手賞                                       | 『Thirayum』                                           | 受賞                              | [ 15 ]                            |
| 2013年                            | 男性歌手賞                                       | 『Memories』                                           | 受賞                              | [ 15 ]                            |
| アジアネット映画賞                |                                                  |                                                        |                                   |                                   |
| 2013年                            | 男性プレイバックシンガー賞                       | 『Spirit』                                             | 受賞                              |                                   |
| 2014年                            | 男性プレイバックシンガー賞                       | 『Memories』                                           | 受賞                              | [ 16 ]                            |
| 2016年                            | 男性プレイバックシンガー賞                       | 『Premam』                                             | 受賞                              |                                   |
| 2019年                            | 男性プレイバックシンガー賞                       | 『Joseph』                                             | 受賞                              |                                   |
| 2020年                            | 男性プレイバックシンガー賞                       | 『Uyare』                                              | 受賞                              |                                   |
| ヴァニタ映画賞                    |                                                  |                                                        |                                   |                                   |
| 2012年                            | 男性歌手賞                                       | - 『Indian Rupee』 - 「Ee Puzhayum」                   | 受賞                              |                                   |
| 2016年                            | 男性歌手賞                                       | 『Premam』                                             | 受賞                              |                                   |
| 2018年                            | 男性歌手賞                                       | - 『Udaharanam Sujatha』 - 「Kattilila Polengo」       | 受賞                              |                                   |
| 2019年                            | 男性歌手賞                                       | - 『Joseph』 - 「Poomuthole」                          | 受賞                              |                                   |
| 2020年                            | 男性歌手賞                                       | - 『Uyare』 - 「Nee Mukilo」                           | 受賞                              |                                   |
| ヴィジャイ・アワード              |                                                  |                                                        |                                   |                                   |
| 2010年                            | 男性プレイバックシンガー賞                       | - 『Pokkisham』 - 「Nila Nee Vaanam」                  | ノミネート                        |                                   |
| エジソン賞                        |                                                  |                                                        |                                   |                                   |
| 2014年                            | 男性プレイバックシンガー賞                       | - 『Varuthapadatha Valibar Sangam』 - 「Paakatha」     | 受賞                              |                                   |